# Bergouey
Bergouey (gaskonsko Vergüei) je naselje in občina v francoskem departmaju Landes regije Akvitanije. Naselje je leta 2009 imelo 104 prebivalce.

## Geografija
Kraj leži v pokrajini Gaskonji 32 km jugovzhodno od Daxa.

## Uprava
Občina Bergouey skupaj s sosednjimi občinami Baigts, Caupenne, Doazit, Hauriet, Lahosse, Larbey, Laurède, Maylis, Mugron, Nerbis, Saint-Aubin in Toulouzette sestavlja kanton Mugron s sedežem v Mugronu. Kanton je sestavni del okrožja Mont-de-Marsan.

## Zanimivosti
- romanska cerkev sv. Andreja;